# Pujols, Gironde
Pujols är en kommun i departementet Gironde i regionen Nouvelle-Aquitaine i sydvästra Frankrike. Kommunen ligger i kantonen Pujols som tillhör arrondissementet Libourne. År 2022 hade Pujols 522 invånare.

## Befolkningsutveckling
Antalet invånare i kommunen Pujols
Referens:INSEE